# Michael Gomez
Pour les articles homonymes, voir Gomez.
Michael Gomez, de son vrai nom Michael Armstrong, est un boxeur irlandais né le 21 juin 1977 à Longford.

## Carrière
Passé professionnel en 1995, il devient champion britannique des poids super-plumes le 4 septembre 1999 après une victoire par arrêt de l'arbitre à le 2e reprise contre Gary Thornhill. Gomez défend 5 fois cette ceinture jusqu'en 2003. Il s'empare l'année suivante du titre mineur WBU dans la même catégorie jusqu'en 2005 puis s'incline lors d'un championnat d'Irlande, d'un championnat britannique des poids légers et enfin lors de deux championnats du Commonwealth face à Amir Khan en 2008 et Ricky Burns en 2009. 